# (1604) Tombaugh
(1604) Tombaugh est un astéroïde découvert par Carl Lampland le 24 mars 1931 à l'observatoire Lowell à Flagstaff. Il est nommé d'après Clyde W. Tombaugh, qui découvre la planète naine Pluton en 1930. Sa désignation provisoire était 1931 FH.

## Compléments